# 横浜市の土地区画整理事業一覧
横浜市の土地区画整理事業一覧（よこはましのとちくかくせいりじぎょういちらん）は、
横浜市内で実施中、また実施された土地区画整理事業の一覧である。

## おもな実施事業
(個人施行)
- 汐見台土地区画整理事業（昭和37年-40年、個人施行)
- 東本郷第一土地区画整理事業（昭和42年-56年、個人施行)
- 鴨居土地区画整理事業（昭和43年-47年、個人施行)
- 白山町第一土地区画整理事業（昭和43年-56年、個人施行)
- 竹山第二土地区画整理事業（昭和45年-47年、個人施行)
- 上中里土地区画整理事業（昭和47年-53年、個人施行)
- 片倉北部土地区画整理事業（平成13年-17年、個人施行)

(共同施行)
- 鴨居第一土地区画整理事業（昭和38年-56年、共同施行)
- 上矢部土地区画整理事業（昭和42年-50年、共同施行)
- 東戸塚長作土地区画整理事業（昭和43年-46年、共同施行)
- 左右手土地区画整理事業（昭和44年-48年、共同施行)
- 野庭土地区画整理事業（昭和47年-55年、共同施行)
- 新橋八ッ塚土地区画整理事業（昭和48年-50年、共同施行)
- 若葉台土地区画整理事業（昭和53年-61年、共同施行)
- 舞岡リサーチパーク土地区画整理事業（平成2年-6年、共同施行)

(組合施行)
- いずみ中央住宅地/いずみ中央土地区画整理事業(泉区、相鉄不動産、平成12年-15年、組合施行)
- 泉ゆめが丘土地区画整理(平成11年-　)
- こざか土地区画整理事業（昭和44年-49年、組合施行)
- 阿久和土地区画整理事業（平成6年-10年、組合施行)
- 荏子田土地区画整理事業（昭和52年-59年、組合施行)
- 荏田第一土地区画整理事業（昭和36年-43年、組合施行)
- 緑園南が丘住宅地/岡津土地区画整理事業(泉区、昭和63～平成4年、相鉄不動産)
- 恩田町土地区画整理事業
- 恩田第一土地区画整理事業（昭和36年-39年、組合施行)
- 恩田第二土地区画整理事業（昭和37年-42年、組合施行)
- 恩田第三土地区画整理事業（昭和38年-43年、組合施行)
- 恩田第四土地区画整理事業（昭和40年-46年、組合施行)
- 恩田第五土地区画整理事業（昭和47年-57年、組合施行)
- 下市ヶ尾第一土地区画整理事業（昭和42年-44年、組合施行)
- 南瀬谷住宅地/下瀬谷土地区画整理事業(瀬谷区、昭和44～49年、相鉄不動産)
- 下谷本西八朔土地区画整理事業（昭和37年-42年、組合施行)
- 下谷本第二土地区画整理事業（昭和39年-43年、組合施行)
- 下長津田土地区画整理事業（昭和44年-48年、組合施行)
- 鴨志田第二土地区画整理事業（昭和48年-52年、組合施行)
- 関耕地土地区画整理事業（平成6年-12年、組合施行)
- みやこガーデン住宅地/宮古土地区画整理事業(泉区、平成3～8年、相鉄不動産)
- 瀬谷・深見住宅地/橋戸土地区画整理事業(瀬谷区、昭和41～43年、相鉄不動産)
- 元石川大場土地区画整理事業（昭和44年-52年、組合施行)
- 元石川町土地区画整理事業
- 元石川第一土地区画整理事業（昭和37年-44年、組合施行)
- 元石川第三土地区画整理事業（昭和47年-55年、組合施行)
- 元石川第二土地区画整理事業（昭和42年-48年、組合施行)
- 戸塚烏ヶ谷土地区画整理事業（昭和47年-54年、組合施行)
- 港南丸山土地区画整理事業（昭和46年-57年、組合施行)
- 高田第一土地区画整理事業（昭和41年-48年、組合施行)
- 黒須田土地区画整理事業（昭和57年-平成3年、組合施行)
- 三保久保中通土地区画整理事業（平成12年-19年、組合施行)
- 三保杉澤土地区画整理事業（平成13年-15年、組合施行)
- 三保天神前第二土地区画整理事業（平成10年-14年、組合施行)
- 三保天神前土地区画整理事業（平成7年-9年、組合施行)
- 山内ふ頭周辺土地区画整理事業（平成14年-18年、組合施行)
- 市ヶ尾川和土地区画整理事業（昭和50年-55年、組合施行)
- 市ヶ尾第一土地区画整理事業（昭和38年-43年、組合施行)
- 市ヶ尾第二土地区画整理事業（昭和52年-55年、組合施行)
- 小黒土地区画整理事業（昭和48年-54年、組合施行)
- 小菅ヶ谷土地区画整理事業（平成13年-18年、組合施行) : グローイングスクウェア横濱本郷台（細田工務店）ほか
- 上恩田土地区画整理事業（昭和58年-平成2年、組合施行)
- 上谷本第一土地区画整理事業（昭和41年-46年、組合施行)
- 上谷本第二土地区画整理事業（昭和45年-49年、組合施行)
- 上谷本第三土地区画整理事業（昭和46年-50年、組合施行)
- 新橋順礼坂土地区画整理事業（平成11年-17年、組合施行)
- 弥生台住宅地/新橋土地区画整理事業(泉区、昭和49～55年、相鉄不動産)
- 森戸原土地区画整理事業（昭和48年-53年、組合施行)
- 成合土地区画整理事業（昭和42年-46年、組合施行)
- 西寺尾東町土地区画整理事業（昭和38年-49年、組合施行)
- 西田第二土地区画整理事業（平成3年-7年、組合施行)
- 西田土地区画整理事業（昭和57年-63年、組合施行)
- 西八朔第二土地区画整理事業（昭和41年-45年、組合施行)
- 赤田土地区画整理事業（昭和59年-平成4年、組合施行)
- 泉田向土地区画整理事業（昭和53年-58年、組合施行)
- 台村寺山土地区画整理事業（平成1年-10年、組合施行)
- 大場第一土地区画整理事業（昭和57年-平成2年、組合施行)
- 大場第三土地区画整理事業（平成2年-5年、組合施行)
- 大場第二土地区画整理事業（平成2年-6年、組合施行)
- 大道土地区画整理事業（昭和37年-40年、組合施行)
- 池尻土地区画整理事業（昭和53年-56年、組合施行)
- 池辺町不動原土地区画整理事業（平成6年-19年、組合施行)
- 中山駅北土地区画整理事業（昭和47年-62年、組合施行)
- 緑園都市住宅地/中川第一土地区画整理事業(旭区・泉区 他、昭和49～62年、相鉄不動産)
- 長尾台土地区画整理事業（平成7年-10年、組合施行)
- 東戸塚上品濃土地区画整理事業（昭和61年-平成16年、組合施行)
- 東戸塚西土地区画整理事業（昭和53年-平成2年、組合施行)
- 東戸塚前田秋葉土地区画整理事業（昭和42年-47年、組合施行)
- 東戸塚品濃中央土地区画整理事業（昭和45年-57年、組合施行)
- 東戸塚名瀬下土地区画整理事業（昭和43年-48年、組合施行)
- 奈良恩田土地区画整理事業（昭和45年-52年、組合施行)
- ひなた山住宅地/日向山土地区画整理事業(泉区・瀬谷区、昭和47～52年、相鉄不動産)
- 日野土地区画整理事業（平成7年-11年、組合施行)
- 南まきが原住宅地/柏土地区画整理事業(旭区・泉区、昭和47～55年、相鉄不動産)
- 富士塚土地区画整理事業（昭和53年-59年、組合施行)
- 保木土地区画整理事業（昭和53年-平成2年、組合施行)
- 北山田第一土地区画整理事業（昭和44年-47年、組合施行)
- 北仲通北土地区画整理事業（平成19年-23年、組合施行)
- 立場南土地区画整理事業（平成13年-16年、組合施行)
- 山手台住宅地（サウス地区） /領家土地区画整理事業(泉区・戸塚区、昭和57～63年、相鉄不動産)
- 山手台住宅地（イースト地区）/ 領家第二土地区画整理事業(泉区、平成7～12年、相鉄不動産)
- いずみ野住宅地/和泉土地区画整理事業(泉区、昭和47～52年、相鉄不動産)
- 嶮山第一土地区画整理事業（昭和45年-49年、組合施行)
- 嶮山第二土地区画整理事業（昭和45年-49年、組合施行)

(都市再生機構(旧都市基盤整備公団)施行)
- 都市再生機構の土地区画整理事業については、都市再生機構#関東を参照

(公共団体施行)
- 金沢八景駅#再開発
- 八景駅東地区土地区画整理事業
- 金沢八景駅東口土地区画整理事業（昭和61年-平成28年、公共団体施行)
- 瀬谷駅北土地区画整理事業（昭和63年-平成16年、公共団体施行)
- 瀬谷駅南土地区画整理事業（昭和63年-平成10年、公共団体施行)
- 新横浜長島土地区画整理事業（平成8年-19年、公共団体施行)
- 戸塚駅前地区中央土地区画整理事業（平成14年-平成31年、公共団体施行)
- もえぎ野土地区画整理事業
- 成合町土地区画整理
- 奈良町土地区画整理事業(すみよし台,奈良)

(行政庁施行)
- 井土ヶ谷土地区画整理事業（昭和23年-39年、行政庁施行)
- 岡野土地区画整理事業（昭和23年-49年、行政庁施行)
- 関外土地区画整理事業（昭和27年-42年、行政庁施行)
- 幸ヶ谷土地区画整理事業（昭和22年-58年、行政庁施行)
- 子安土地区画整理事業（昭和23年-49年、行政庁施行)
- 十日市場第一工区土地区画整理事業（昭和46年-平成5年、行政庁施行)
- 十日市場第二工区土地区画整理事業（昭和46年-平成5年、行政庁施行)
- 新横浜駅南部地区土地区画整理事業
- 新横浜駅北部土地区画整理事業（昭和40年-54年、行政庁施行)
- 新本牧土地区画整理事業（昭和56年-平成5年、行政庁施行)
- 本牧土地区画整理事業（昭和23年-39年、行政庁施行)
- 西神奈川土地区画整理事業（昭和23年-56年、行政庁施行)
- 浅間土地区画整理事業（昭和23年-54年、行政庁施行)
- 台町土地区画整理事業（昭和23年-54年、行政庁施行)
- 大口第一土地区画整理事業（昭和22年-39年、行政庁施行)
- 大口第二土地区画整理事業（昭和31年-39年、行政庁施行)
- 中村土地区画整理事業（昭和23年-54年、行政庁施行)
- 潮田土地区画整理事業（昭和22年-39年、行政庁施行)
- 鶴見駅前中央工区土地区画整理事業（昭和23年-61年、行政庁施行)
- 鶴見駅前南工区土地区画整理事業（昭和23年-61年、行政庁施行)
- 東神奈川土地区画整理事業（昭和23年-55年、行政庁施行)
- 藤棚土地区画整理事業（昭和22年-39年、行政庁施行)
- 反町土地区画整理事業（昭和23年-39年、行政庁施行)
- 平安土地区画整理事業（昭和23年-39年、行政庁施行)
- 保土ヶ谷土地区画整理事業（昭和23年-54年、行政庁施行)
- 堀ノ内土地区画整理事業（昭和23年-49年、行政庁施行)